# Biserica „Sfântul Nicolae” din Geoagiu
Biserica „Sfântul Nicolae” din Geoagiu este un monument istoric aflat pe teritoriul orașului Geoagiu. În Repertoriul Arheologic Național, monumentul apare cu codul 89570.05.

## Istoric și trăsături
Lăcaș de cult medieval din piatră, cu o navă dreptunghiulară, cu absida heptagonală ușor decroșată, ridicat, potrivit tradiției, în anul 1528; începută, cu probabilitate, din inițiativa domnitorului Radu cel Mare sau Neagoe Basarab al Țării Românești, posesori ai domeniului Geoagiu de Jos, construcția va fi fost finalizată de unul dintre boierii români refugiați în Ardeal, cel mai îndreptățit fiind banul Pârvu Craiovescu al Olteniei. Fresca actuală, executată în anii 1977-1980, poartă semnătura pictoriței Maria Chelsoi-Popescu din București.